# Grünenbach
Grünenbach (westallgäuerisch Grienəbach) ist eine Gemeinde im schwäbischen Landkreis Lindau (Bodensee).

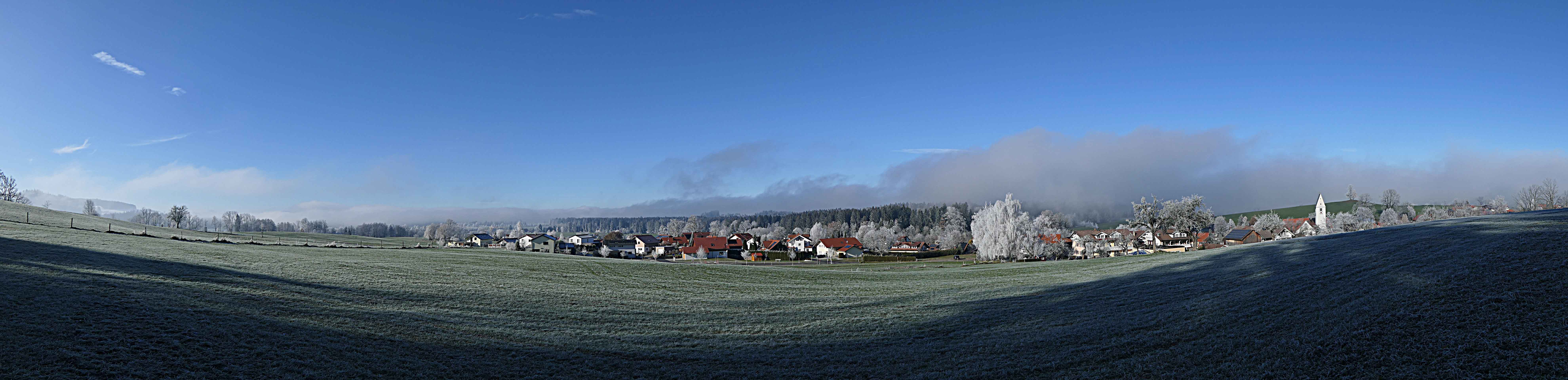
Grünenbach von Süden

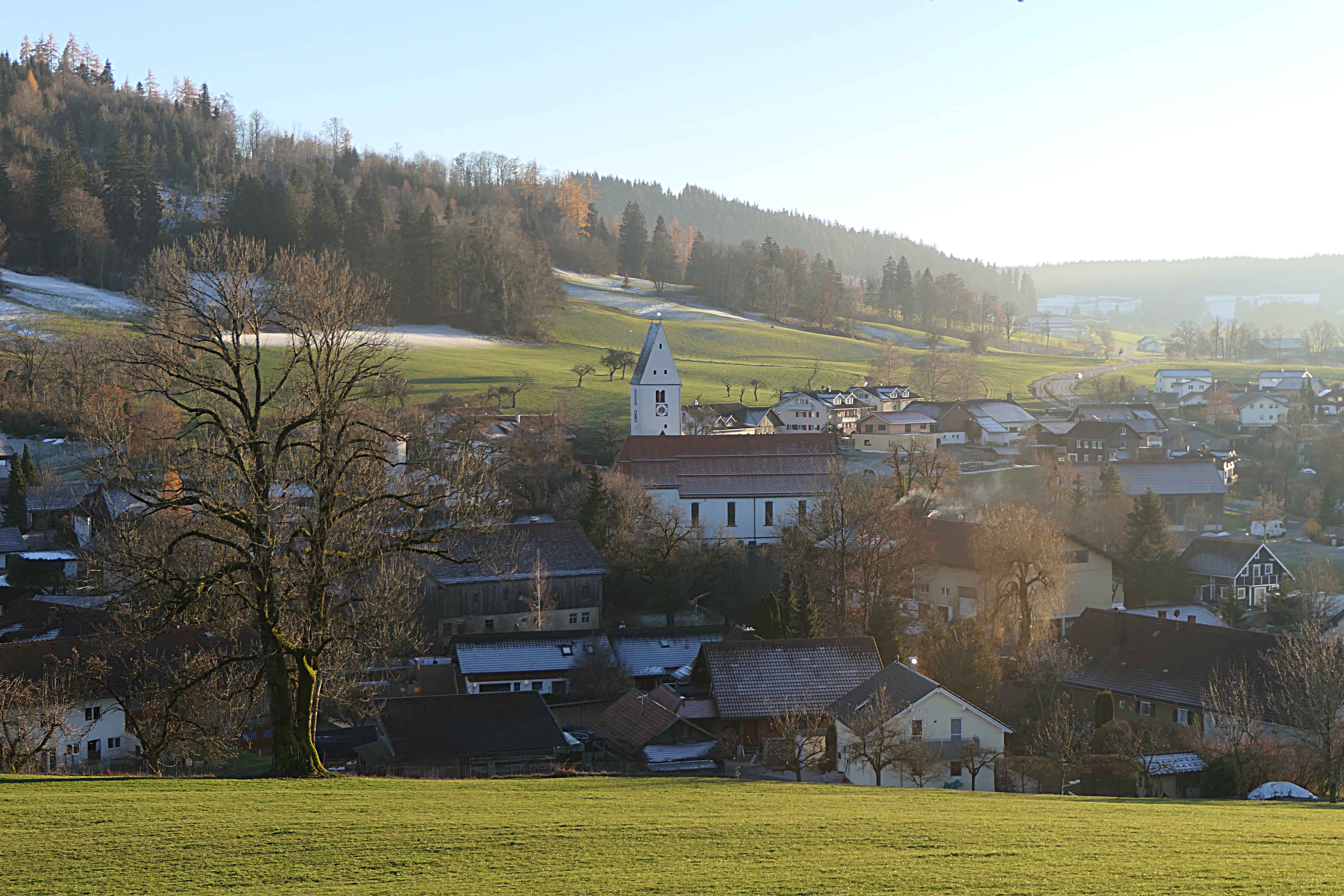
Grünenbach von Norden

## Geografie

### Lage, Gemarkungen und Erhebungen
Grünenbach liegt in der Region Allgäu, genauer im Westallgäu. Markante Erhebungen in der Gemeinde sind der Laubenberg, die Riedholzer Kugel und der Iberg. Zwischen diesen Erhebungen liegt der Eistobel.
Die Gemeinde besteht aus 2 Gemarkungen und hat 16 Gemeindeteile (in Klammern ist der Siedlungstyp angegeben):
- Gemarkung Ebratshofen mit Bischlecht (Weiler), Ebratshofen (Pfarrdorf), Gerstland (Einöde), Hohenegg (Weiler), Oberried (Einöde), Pferrenberg (Weiler), Schüttentobel (Weiler), Steig (Einöde) und Unterried (Weiler)
- Gemarkung Grünenbach:
  - Altgemarkung Grünenbach mit Au (Weiler), Grünenbach (Pfarrdorf) und Heimhofen (Dorf)
  - Altgemarkung Schönau mit Laubenberg (Weiler), Motzgatsried (Weiler), Schneit (Einöde) und Schönau (Dorf)

### Nachbargemeinden
| Gestratz            |                                             | Maierhöfen     |
| Röthenbach (Allgäu) | Kompassrose, die auf Nachbargemeinden zeigt | Weitnau        |
| Weiler-Simmerberg   | Stiefenhofen                                | Missen-Wilhams |

## Geschichte

### Bis zur Gemeindegründung
An der Quelle des Grünen Bachs befindet sich ein Kultplatz vor- und frühgeschichtlicher Zeitstellung, ein Findling aus Nagelfluh mit noch deutlich erkennbaren vorgeschichtlichen Einfriedungen.
Durch Grünenbach verlief die Römerstraße Kempten–Bregenz ein Abschnitt der späteren Allgäustraße, die eine wichtige Verbindung für Importe aus dem Mittelmeergebiet ins Voralpenland darstellte (für Olivenöl, Wein, Fischsauce, Oliven).

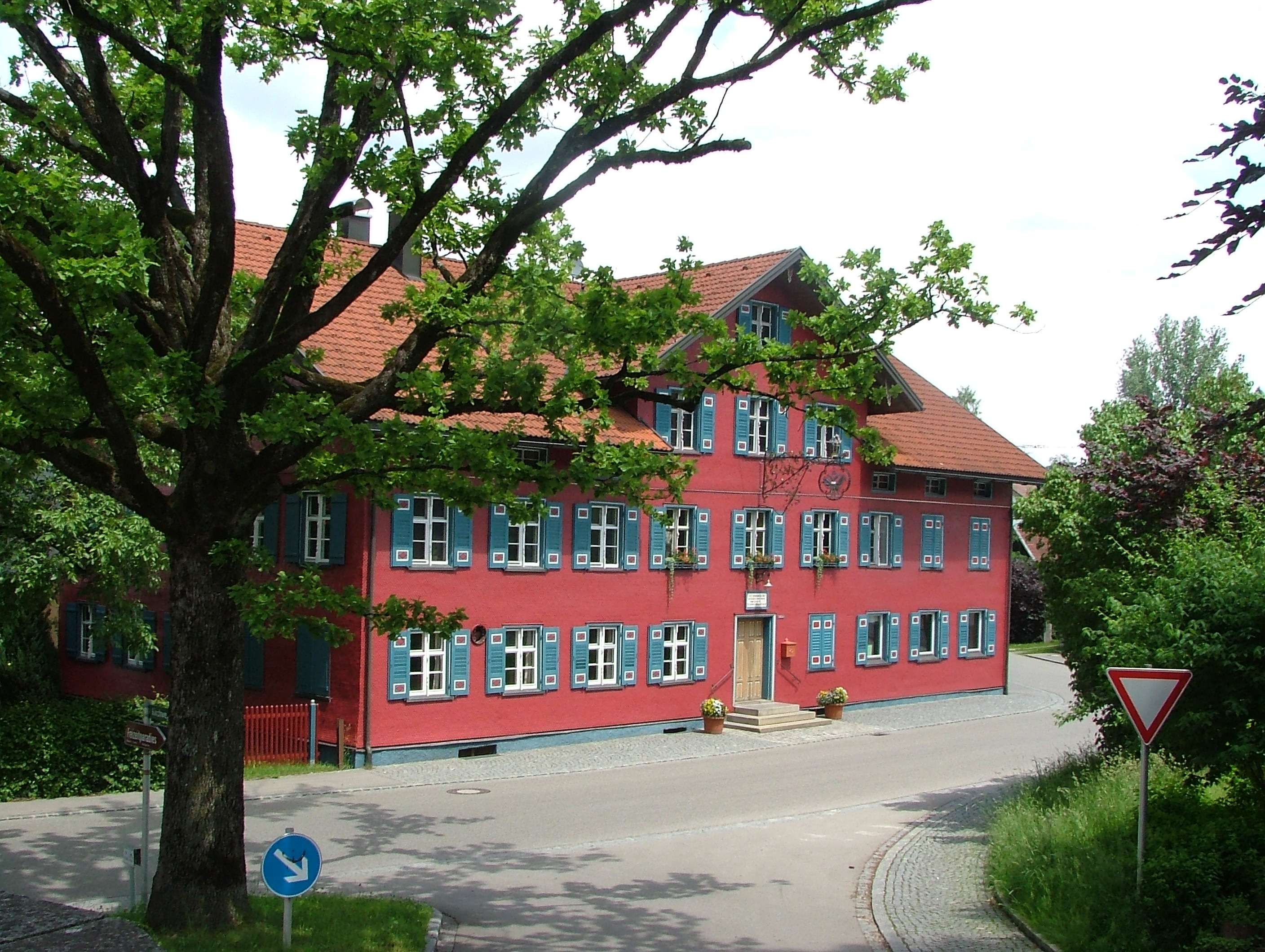
Ehemaliges Amtshaus des Gerichts Grünenbach

Bis Anfang des 19. Jahrhunderts gehörte das Gebiet der heutigen Gemeinde Grünenbach zu drei verschiedenen Territorien:
- Grünenbach mit Heimhofen und Au: Gehörte zu Österreich, Herrschaft Bregenz, Gericht Grünenbach.
- Schönau mit Schneit, Motzgatsried und Laubenberg: Bildete die Herrschaft Laubenberg. Die Lehenshoheit über die Herrschaft wechselte zu einem unbekannten Zeitpunkt von der Fürstabtei St. Gallen an Österreich. Die Herrschaft gehörte zum Kanton Hegau-Allgäu-Bodensee des Reichsritterkreises Schwaben. Inhaber der Herrschaft waren bis 1647 die Familie von Laubenberg und dann die Familie Pappus von Tratzberg.
- Ebratshofen mit Schüttentobel, Hohenegg, Oberried, Unterried, Bischlecht, Steig, Gerstland und Pferrenberg: Gehörte zu Österreich, Herrschaft Bregenz, Gericht Hohenegg. Das Gericht Hohenegg bestand aus der ehemaligen Herrschaft Hohenegg, welche Lehen der Abtei Kempten war und 1359 mit der damals montfortischen Grafschaft Bregenz vereinigt wurde. 1451 kam das hoheneggische Gebiet von Montfort an Österreich. Im Gegensatz zu den anderen Gebieten der österreichischen Herrschaft Bregenz (auch „Herrschaft Bregenz-Hohenegg“ genannt) behielt das Gericht Hohenegg stets eine gewisse Sonderstellung.

Anfang des 19. Jahrhunderts kamen die Gebiete zum Königreich Bayern. Mit dem Gemeindeedikt von 1818 entstanden die drei modernen Gemeinden Grünenbach, Schönau und Ebratshofen.

### Eingemeindungen
1860 wurde Schönau nach Grünenbach eingegliedert, und am 1. April 1972 wurde die Gemeinde Ebratshofen nach Grünenbach eingemeindet.

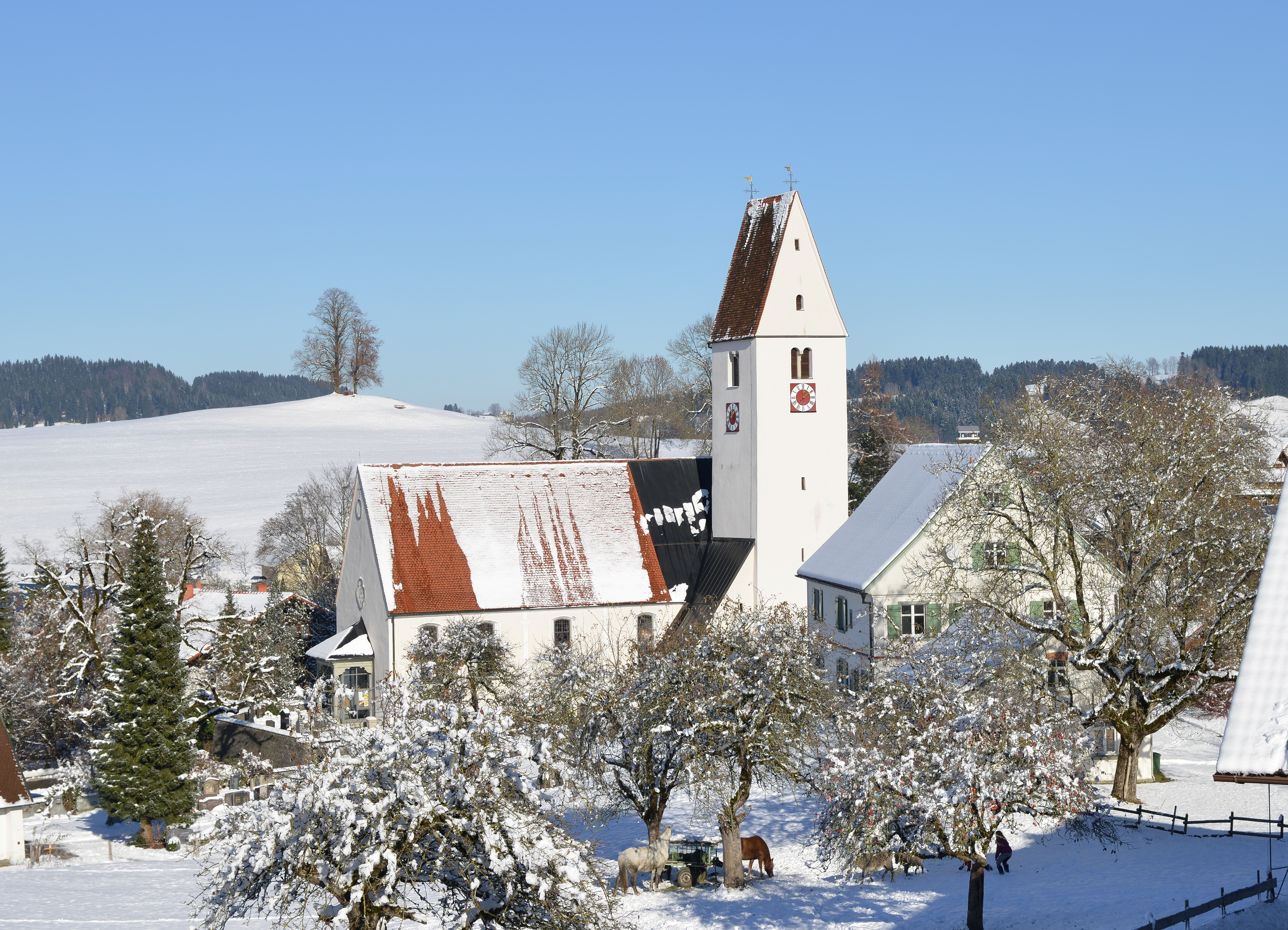
Pfarrkirche St. Ottmar

### Einwohnerentwicklung
| Jahr      | 1961 | 1970 | 1987 | 1991 | 1995 | 2000 | 2005 | 2010 | 2015 | 2020 |
| --------- | ---- | ---- | ---- | ---- | ---- | ---- | ---- | ---- | ---- | ---- |
| Einwohner | 1171 | 1140 | 1124 | 1160 | 1253 | 1285 | 1385 | 1445 | 1503 | 1524 |

Zwischen 1988 und 2018 wuchs die Gemeinde von 1116 auf 1460 um 344 Einwohner bzw. um 30,8 %.

## Politik

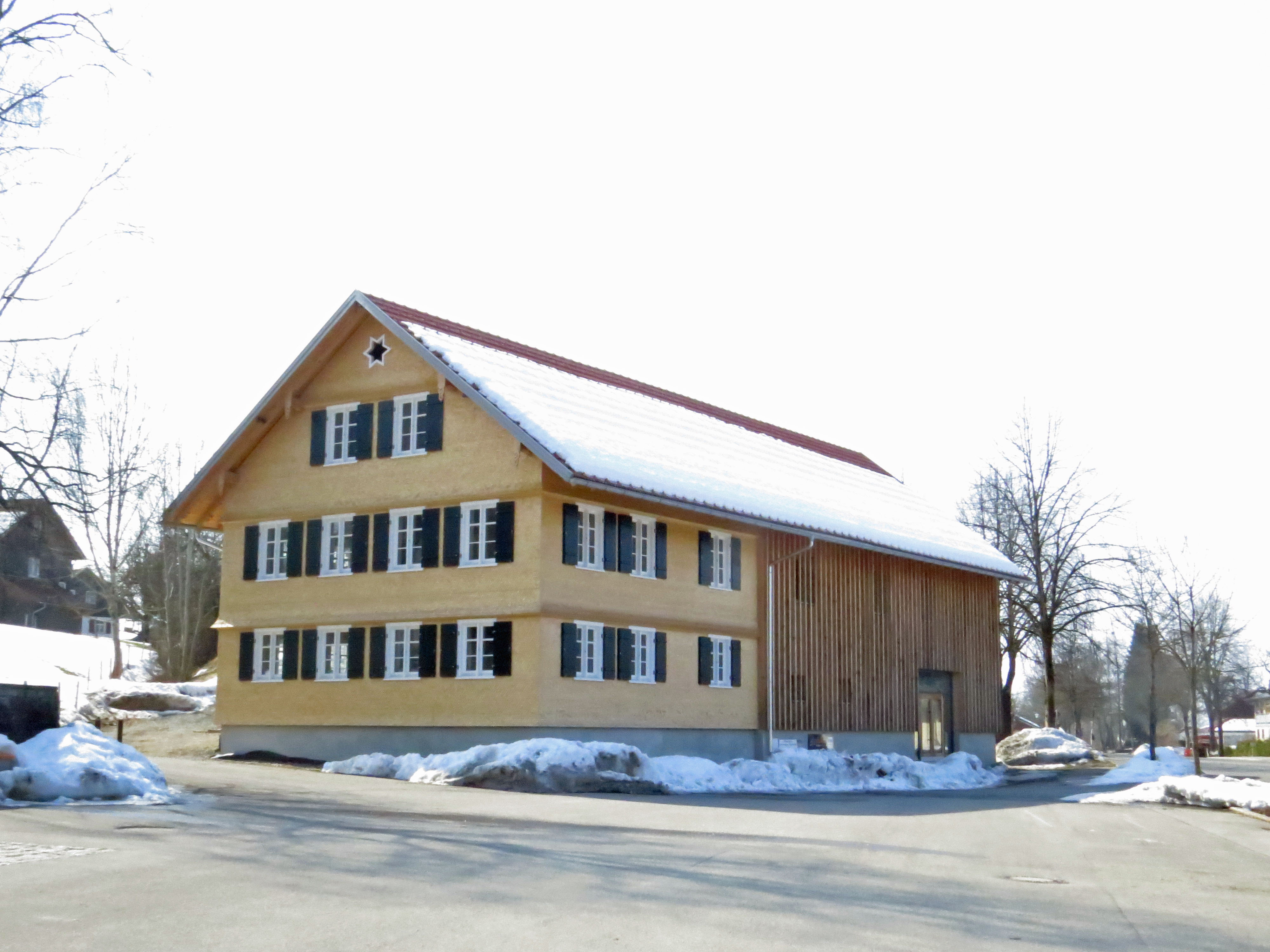
Rathaus Grünenbach

Die Gemeinde ist Mitglied der Verwaltungsgemeinschaft Argental.

### Bürgermeister
Erster Bürgermeister ist Markus Eugler (parteilos, Wahl über die Liste Unabhängige Gemeinderäte, seit Mai 2008); dieser wurde am 15. März 2020 mit 91,74 % der Stimmen für weitere sechs Jahre gewählt.

### Gemeinderat
Nach den Wahlen 2014 und 2020 hatte der Gemeinderat 12 Mitglieder. Diese werden aktuell ausschließlich von der Liste Unabhängige Gemeinderäte besetzt.

### Wappen

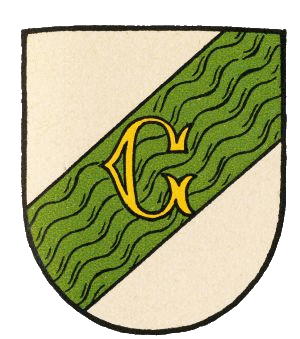
Wappen von 1937

| Wappen von Grünenbach | Blasonierung: „Geteilt und unten gespalten; oben in Silber ein grüner Schräglinksbalken in Form eines Bachs, belegt mit dem goldenen Großbuchstaben G, unten vorne in Gold ein rotgezungter, schwarzer Stierrumpf, hinten in Rot schräg übereinander drei silberne Lindenblätter.“ |
| Wappen von Grünenbach | Wappenbegründung: Das heutige Wappen besteht seit 1972 und stellt die drei ehemals selbstständigen Gemeinden Grünenbach, Ebratshofen und Schönau dar. Grünenbach wird vom ab 1737 genutzten Gemeindesiegel und späteren Wappen dargestellt. Es zeigt einen grünen Schräglinksbalken in Form eines Baches belegt mit dem goldenen Großbuchstaben G. Der Stierrumpf repräsentiert Ebratshofen und zeigt das Wappen der ehemals auf Burg Hohenegg bei Ebratshofen ansässigen Adelsfamilie Hohenegg. Die drei silbernen Lindenblätter zeigen das Wappen des Rittergeschlechts Laubenberg und stellen Schönau dar, das Teil der Herrschaft Laubenberg war. |

## Kultur und Sehenswürdigkeiten
- Eistobel im Naturschutzgebiet gleichen Namens

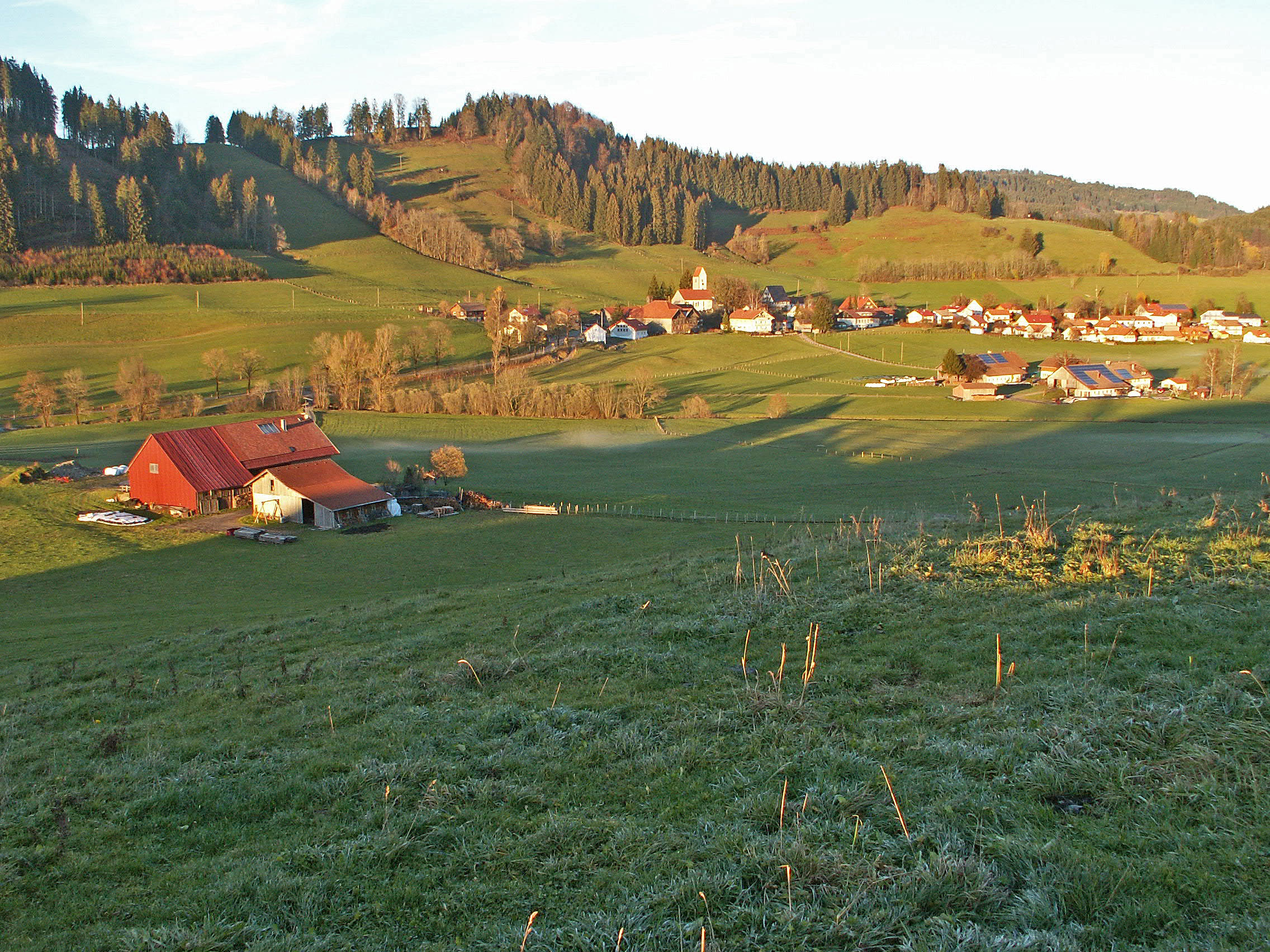
Ebratshofen von Südwesten
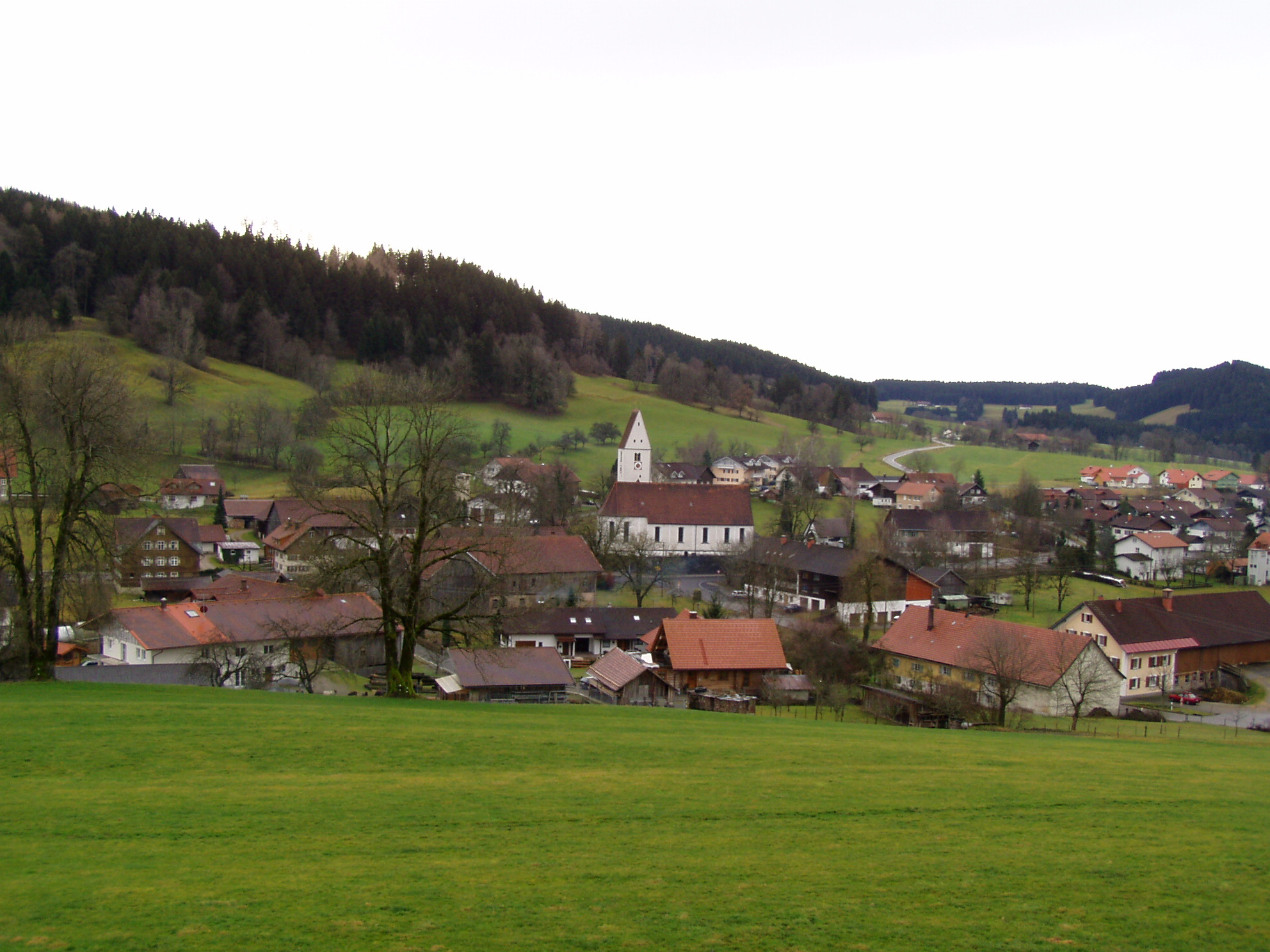
Grünenbach (2002)
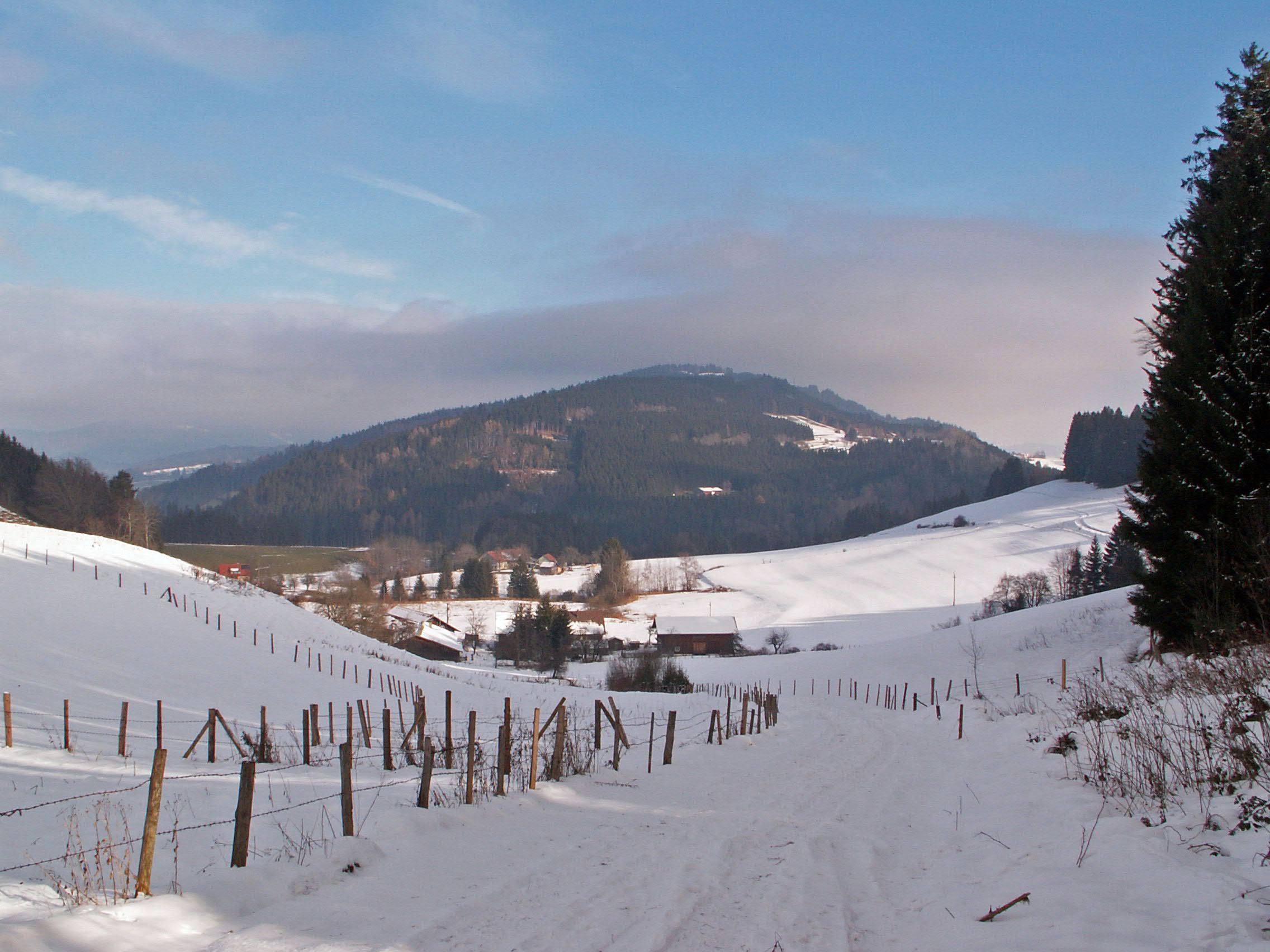
Motzgatsried von Südwesten
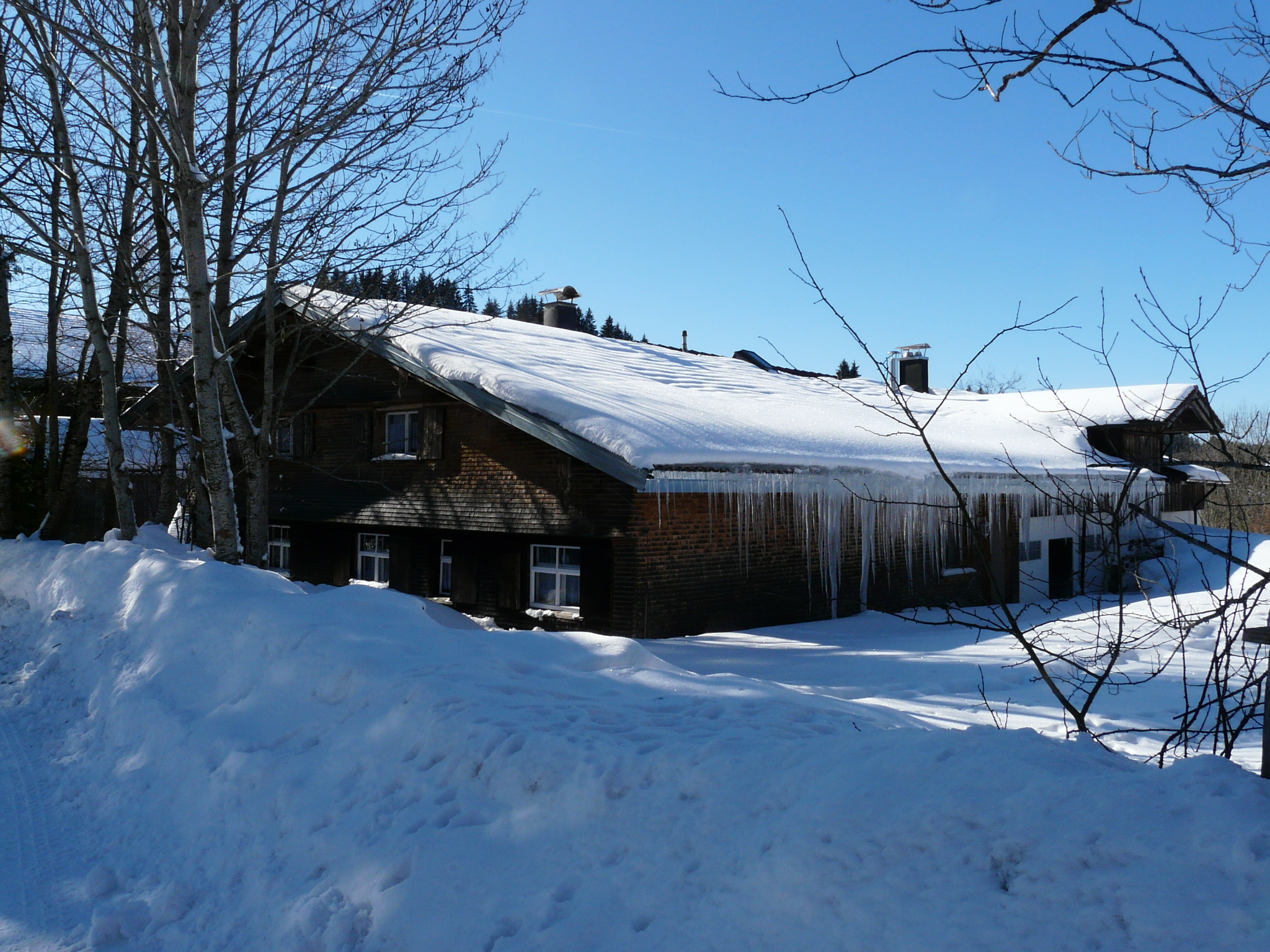
Pferrenberg im Winter
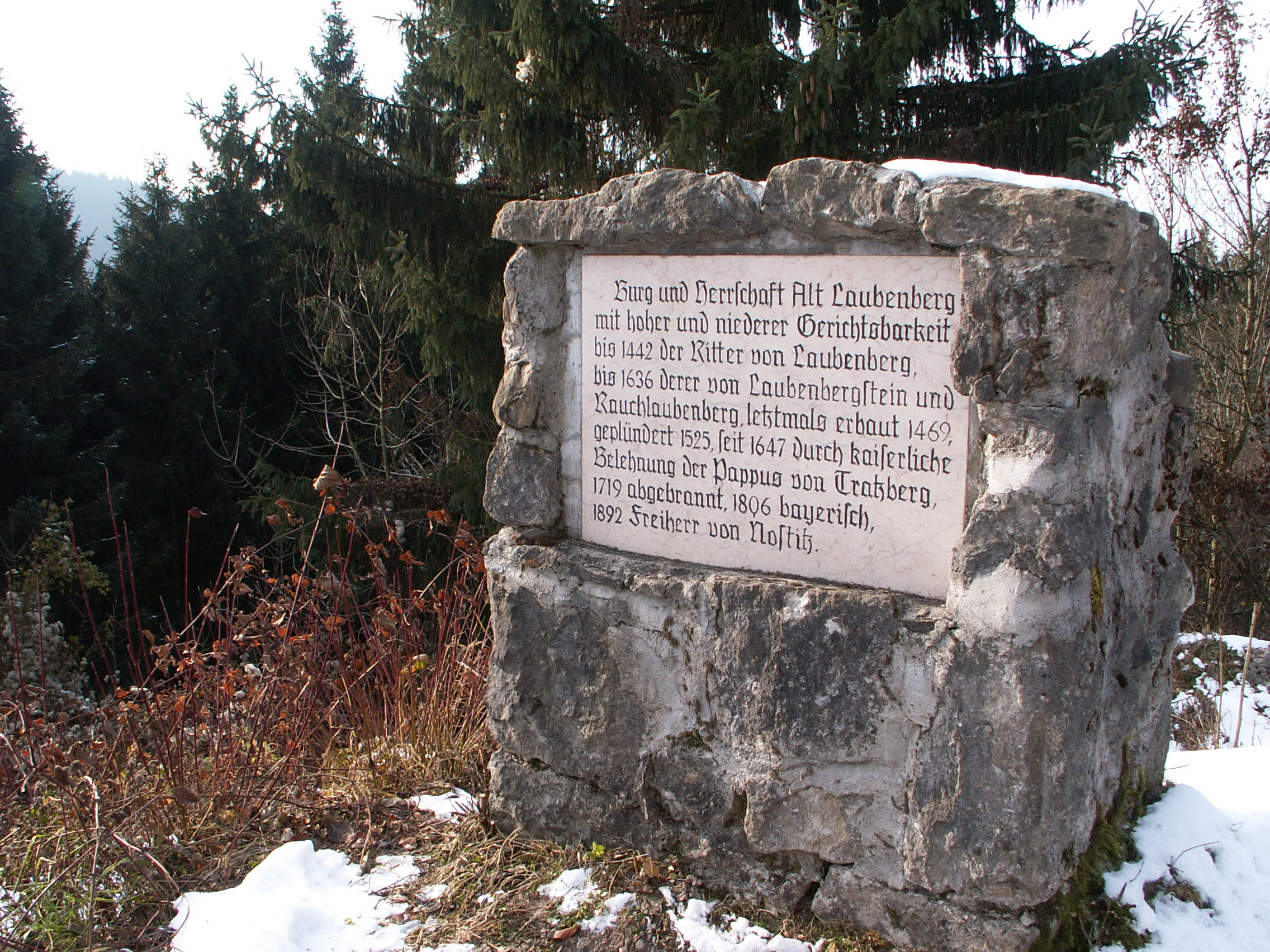
Gedenkstein Ruine Altlaubenberg
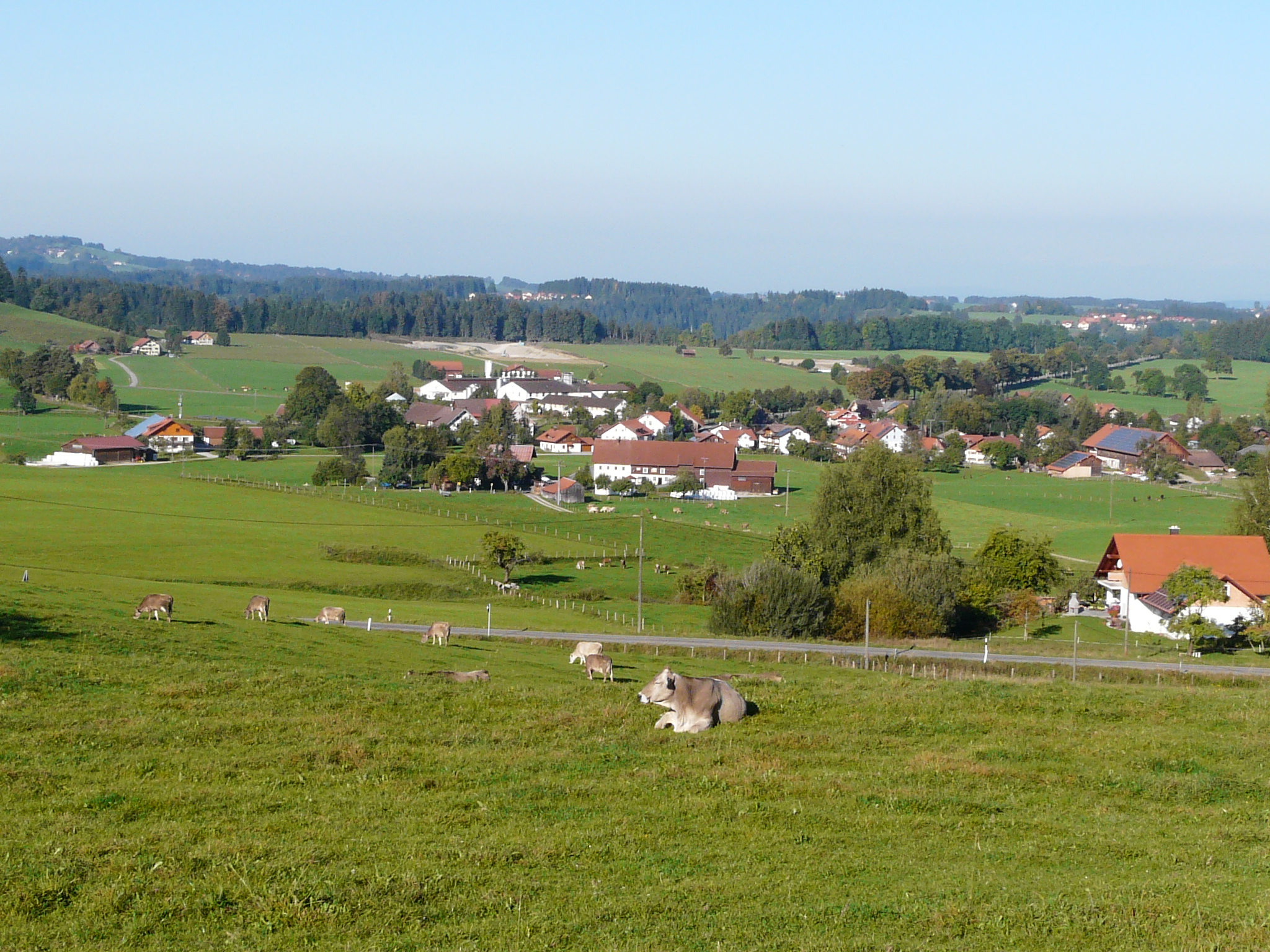
Schönau von Osten

## Wirtschaft und Infrastruktur

### Wirtschaft einschließlich Land- und Forstwirtschaft
Nach der amtlichen Statistik gab es 2021 im produzierenden Gewerbe 77 und im Bereich Handel und Verkehr 34 sozialversicherungspflichtig Beschäftigten am Arbeitsort. In sonstigen Wirtschaftsbereichen waren am Arbeitsort 102 Personen sozialversicherungspflichtig beschäftigt. Sozialversicherungspflichtig Beschäftigte am Wohnort gab es 642. Im verarbeitenden Gewerbe gab es einen und im Bauhauptgewerbe zwei Betriebe. Zudem bestanden im Jahr 2020 48 landwirtschaftliche Betriebe mit einer landwirtschaftlich genutzten Fläche von 1101 ha.

### Verkehr
Durch den Süden des Gemeindegebiets verläuft die Bahnstrecke Buchloe–Lindau. Der nächste Bahnhof ist Röthenbach (Allgäu).

### Bildung
2022 gab es folgende Einrichtungen:
- 1 Kindergarten: 80 Kindergartenplätze mit 70 Kindern
- 1 Volksschule: Laubenbergschule Grünenbach, erbaut 2003, 9 Lehrkräfte, 151 Schüler

## Persönlichkeiten
- Anton Zumstein (1875–1973), Kartograph und Verleger
- Otto Frommknecht (1881–1969), Bayerischer Staatsminister für Verkehr von 1947 bis 1950
- Albert Sauer (1911–1993), deutscher Geistlicher und Schriftsteller
- Katharina Adler (1919–2010), Journalistin und Publizistin
- Horst Stern (1922–2019), deutscher Wissenschaftsjournalist, Filmemacher und Schriftsteller, lebte ab den 1970er-Jahren in Hohenegg und war u. a. Gemeinderat[14][15]
- Peter Adler (1923–2012), Schriftsteller
- Jörg Baldauf (* 1967), ehemaliger Behindertensportler, lebt in Schönau
- Suzanne Bernert (* 1982), deutsch-indische Schauspielerin